# گریپ‌واین (کالیفرنیا)
گریپ‌واین (به انگلیسی: Grapevine) یک منطقهٔ مسکونی در ایالات متحده آمریکا است که در شهرستان کرن، کالیفرنیا واقع شده‌است. گریپ‌واین ۴۵۷ متر بالاتر از سطح دریا واقع شده‌است.